# 류쓰치
류쓰치(중국어 간체자: 刘思齐; 1930년 3월 2일 – 2022년 1월 7일), 류쑹린(刘松林)으로도 알려진 그녀는 마오쩌둥의 장남인 마오안잉의 아내였다.

## 전기

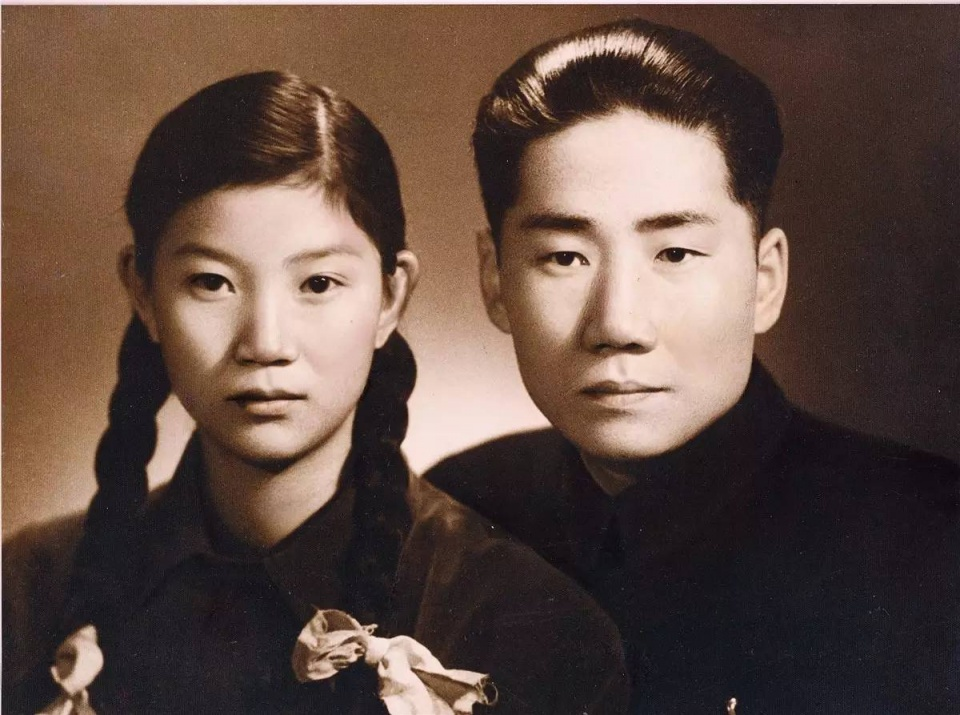
류쑹린과 남편 마오안잉, 1949년.

류는 1930년 3월 2일 상하이시에서 중국국민당에 의해 1931년 4월 5일 살해된 공산주의자 류첸추 (刘谦初)와 중국공산당 당원인 장원추 사이에서 태어났다. 그녀의 이름 "쓰치" (思齐)는 "산둥성을 그리워하다" (思念齐鲁)를 의미한다. 그녀에게는 샤오화와 장샤오린 (张少林) 두 명의 이복 자매가 있었다. 1938년, 그녀는 산시성 (섬서성) 옌안시에서 마오쩌둥에게 양녀로 입양되었다. 1939년, 류는 가족과 함께 소련으로 갔다. 그들이 신장 위구르 자치구를 지날 때, 그들은 군벌 성스차이에게 억류되어 8년을 감옥에서 보냈다. 1946년, 저우언라이의 중재로 그녀는 옌안으로 돌아와 마오쩌둥의 장남인 마오안잉을 만났다. 1948년 5월, 그들은 시바이포에서 연인이 되었고 1949년 10월 15일 베이징시 중난하이에서 결혼했다. 1950년 11월, 마오안잉은 6.25 전쟁 중 미군-한국군 연합군의 공습으로 사망했다. 1955년, 그녀는 모스크바 국립 대학교에서 고등 교육을 받았다. 1957년, 그녀는 중국으로 돌아와 베이징 대학에서 러시아어와 러시아 문학을 공부했다. 1962년 초, 그녀는 PLA 공군사관학교 (현재 인민해방군 공군 지휘 학원)의 교수인 양마오즈 (杨茂之)와 재혼했다. 그들은 두 아들과 두 딸을 두었다. 2022년 1월 7일, 그녀는 베이징시에서 91세의 나이로 사망했다.